# Heterocercus
Heterocercus är ett fågelsläkte i familjen manakiner inom ordningen tättingar. Släktet omfattar tre arter som förekommer i Amazonområdet i Latinamerika:
- Orangekronad manakin (H. aurantiivertex)
- Gulkronad manakin (H. flavivertex)
- Flamkronad manakin (H. linteatus)